# Cucul terestru american
Cucul terestru american (Morococcyx erythropygus) este o specie de cuci tereștri, păsări din familia Cuculidae. Este singura specie din genul Morococcyx.

## Descriere
Această pasăre măsură aproximativ 25 cm în lungime. Partea superioară a corpului este brun-gri, un pic lucios, și partea inferioară este roșcată. Ciocul este puternic și curbat. Capul este caracteristic, cu pielea nudă în jurul ochilor, de culoare albastru și galben, subliniată de o largă bordură albă, ea însăși supraliniată prin două trăsături negre, care se unesc în spatele ochilor.

## Repartiție
Aria sa de repartiție se întinde peste Mexic, Guatemala, Honduras, el Salvador, Nicaragua și Costa Rica.

## Habitat
Această pasăre frecventează mediile care sunt relativ deschise și lizierele forestiere până la 1.200 m altitudine.

## Alimentație
Această specie consumă nevertebrate capturate mai ales la sol.

## Sub-specii
După Alan P. Peterson, 2 sub-specii au fost descrise :
- Morococcyx erythropygus erythropygus, Lesson, 1842 ;
- Morococcyx erythropygus mexicanus, Ridgway, 1915.